# Johnny Chan
Johnny Chan (* 1957 in Canton, Volksrepublik China) ist ein professioneller US-amerikanischer Pokerspieler.
Chan gewann 1987 und 1988 das Main Event der World Series of Poker und ist insgesamt zehnfacher Braceletgewinner dieser Turnierserie. Er ist Mitglied der Poker Hall of Fame, wurde 2019 als einer der 50 besten Spieler der Pokergeschichte genannt und 2020 für sein Lebenswerk mit einem Global Poker Award ausgezeichnet.

## Persönliches
Chan kam über Hongkong und Phoenix 1973 nach Houston. Im Alter von 21 Jahren brach er sein Studium an der University of Houston ab und arbeitete im Hotel- und Restaurantmanagement. Mitte der 1980er-Jahre zog Chan nach Las Vegas, um als Profipokerspieler sein Geld zu verdienen.

## Pokerkarriere

### Werdegang
Chan gewann 1987 und 1988 das Main Event der World Series of Poker in Las Vegas. 1989 musste er sich nur Phil Hellmuth geschlagen geben. Insgesamt gewann Chan bisher zehn Bracelets der WSOP. Damit war Chan zusammen mit Doyle Brunson und Phil Hellmuth bis 2007 Rekordhalter. Mittlerweile ist Hellmuth mit 17 Bracelets alleiniger Rekordhalter. Chan wurde 2002 in die Poker Hall of Fame aufgenommen. Chan gehört neben Johnny Moss, Doyle Brunson und Stu Ungar zu den vier Spielern, die das WSOP-Main-Event zweimal in Folge gewonnen haben. Im Rahmen der 50. Austragung der World Series of Poker wurde er im Juni 2019 als einer der 50 besten Spieler der Pokergeschichte genannt. Im März 2020 wurde Chan bei den Global Poker Awards für sein Lebenswerk ausgezeichnet.
Insgesamt hat sich Chan mit Poker bei Live-Turnieren über 8,5 Millionen US-Dollar erspielt. 1998 hatte er im Film Rounders mit Matt Damon und Edward Norton einen Cameo-Auftritt.

### Braceletübersicht
Chan kam bei der WSOP 54-mal ins Geld und gewann zehn Bracelets:
| Jahr | Buy-in (in $) | Turnier                       | Teilnehmer | Preisgeld (in $) |
| ---- | ------------- | ----------------------------- | ---------- | ---------------- |
| 1985 | 01.000        | Limit Hold’em                 | 342        | 171.000          |
| 1987 | 10.000        | No Limit Hold’em (Main Event) | 152        | 625.000          |
| 1988 | 10.000        | No Limit Hold’em (Main Event) | 167        | 700.000          |
| 1994 | 01.500        | Seven Card Stud               | 226        | 135.600          |
| 1997 | 05.000        | Deuce to Seven Draw           | 032        | 164.250          |
| 2000 | 01.500        | Pot Limit Omaha               | 156        | 179.400          |
| 2002 | 02.500        | No Limit Hold’em              | 028        | 034.000          |
| 2003 | 05.000        | No Limit Hold’em              | 127        | 224.400          |
| 2003 | 05.000        | Pot Limit Omaha               | 085        | 158.100          |
| 2005 | 02.500        | Pot Limit Hold’em             | 425        | 303.025          |